# Vufflens-le-Château
Vufflens-le-Château ist eine politische Gemeinde im Distrikt Morges des Kantons Waadt in der Schweiz.

## Geographie
Vufflens-le-Château liegt auf 473 m ü. M., 2,5 km nordwestlich der Bezirkshauptstadt Morges (Luftlinie). Das Dorf erstreckt sich am Rand eines Plateaus westlich des Tals der Morges, im Waadtländer Mittelland, an aussichtsreicher Lage rund 100 m über dem Seespiegel des Genfersees.
Die Fläche des 2,1 km² grossen Gemeindegebiets umfasst einen Abschnitt des Waadtländer Mittellandes im Hinterland von Morges. Der grösste Teil des Gemeindebodens wird vom Plateau von Vufflens eingenommen; der höchste Punkt liegt mit 515 m ü. M. bei La Pale. Die nördliche Begrenzung bildet der Bach Curbit, der in die Morges mündet. Im Nordosten und Osten verläuft die Grenze entlang des gewundenen Laufes der Morges, die in einem rund 50 bis 70 m tiefen bewaldeten Tal fliesst. Nach Süden erstreckt sich das Gebiet bis auf die dem Plateau von Vufflens vorgelagerte Terrasse von Chigny. Von der Gemeindefläche entfielen 1997 16 % auf Siedlungen, 13 % auf Wald und Gehölze, 70 % auf Landwirtschaft und etwas weniger als 1 % war unproduktives Land.
Zu Vufflens-le-Château gehören ausgedehnte neue Einfamilienhaussiedlungen. Die Nachbargemeinden von Vufflens-le-Château sind im Norden Vaux-sur-Morges, im Osten Echichens, im Südosten Morges, im Süden Chigny, im Südsüdwesten Lully, im Westen Denens und im Nordwesten Hautemorges.

## Bevölkerung
Mit 882 Einwohnern (Stand 31. Dezember 2023) gehört Vufflens-le-Château zu den kleineren Gemeinden des Kantons Waadt. Von den Bewohnern sind 84,8 % französischsprachig, 6,7 % deutschsprachig und 4,0 % englischsprachig (Stand 2000). Der wohl bekannteste Bewohner von Vufflens-le-Château war von 1996 bis 2008 Michael Schumacher.
Die Bevölkerungszahl von Vufflens-le-Château belief sich 1900 auf 242 Einwohner. Nachdem die Bevölkerung bis 1960 auf 182 Einwohner abgenommen hatte, wurde wieder eine rasante Bevölkerungszunahme mit einer Vervierfachung der Einwohnerzahl innerhalb von 40 Jahren beobachtet.

## Wirtschaft
Vufflens-le-Château war bis in die zweite Hälfte des 20. Jahrhunderts ein vorwiegend durch die Landwirtschaft geprägtes Dorf. Noch heute haben der Ackerbau und der Weinbau eine gewisse Bedeutung in der Erwerbsstruktur der Bevölkerung. An den Hängen unterhalb des Dorfes erstreckt sich ein grösseres Weinbaugebiet. Weitere Arbeitsplätze sind im lokalen Kleingewerbe und im Sektor der Informationstechnik-Dienstleistungen vorhanden. In den letzten Jahrzehnten hat sich das Dorf dank seiner attraktiven Lage zu einer Wohngemeinde entwickelt. Viele Erwerbstätige sind Wegpendler, die vor allem in Morges und in Lausanne arbeiten.

## Verkehr

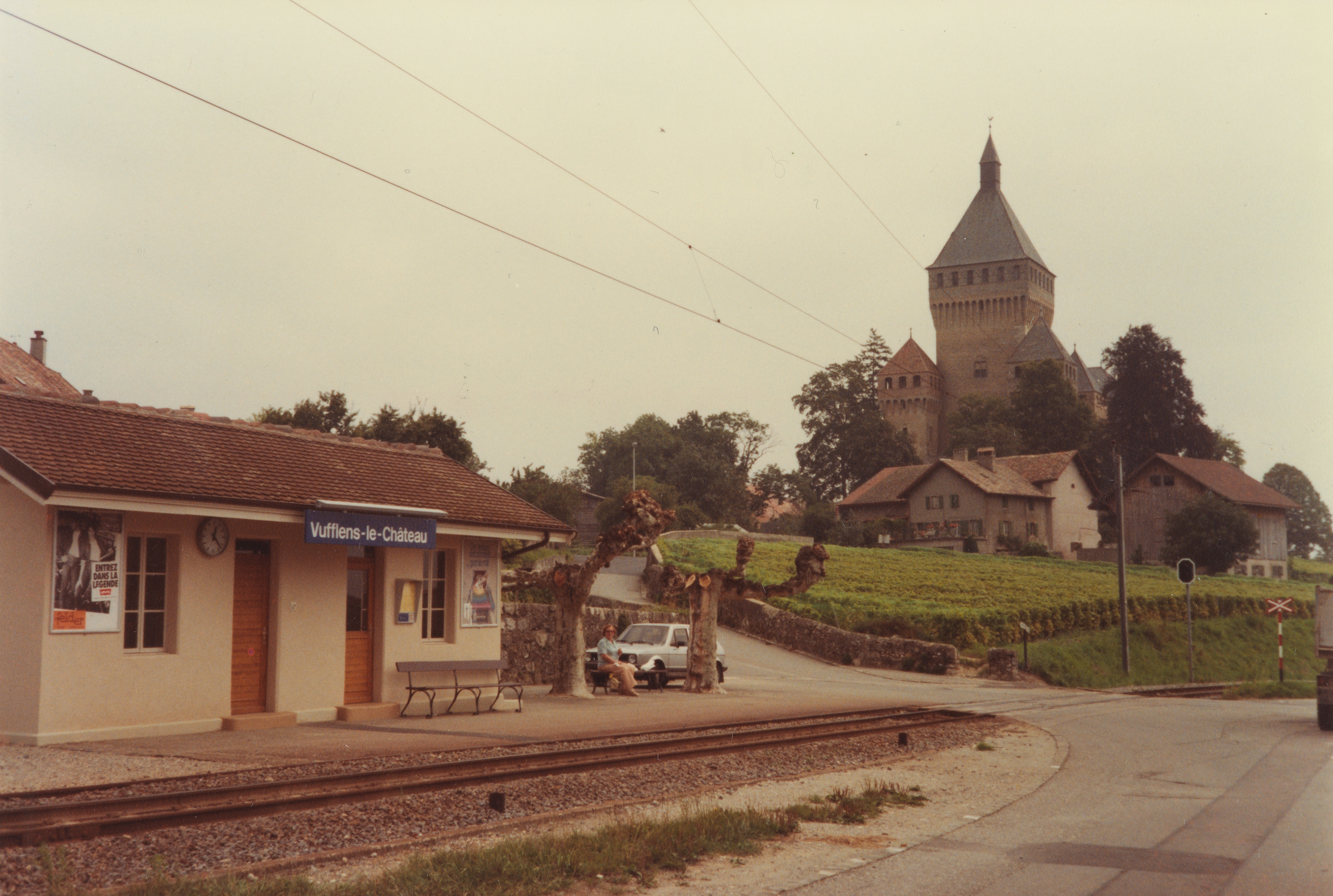
Haltestellengebäude und Schloss Vufflens (1982)

Die Gemeinde liegt zwar abseits grösserer Durchgangsstrassen, ist aber verkehrstechnisch trotzdem gut erschlossen. Sie liegt an der Kantonsstrasse von Morges nach Bussy. Der Autobahnanschluss Morges-Ouest an der 1964 eröffneten A1 (Genf-Lausanne) ist rund 3 km vom Ort entfernt. Am 1. Juli 1895 wurde die Schmalspurbahn Bière–Apples–Morges mit einem Bahnhof in Vufflens-le-Château in Betrieb genommen.

## Geschichte

Luftbild (1949)

Die erste urkundliche Erwähnung des Ortes erfolgte 1011 unter dem Namen Wuolflinges. Später erschienen zahlreiche weitere Bezeichnungen: Wolflens (1096), Wuoflens (1108), Volflens und Vorflens (1142), Wuolflens (1175), Woflens, Wulflens castrum (1228), Wfleins (1238) und Wfleyns (1282). Der Ortsname geht auf den burgundischen Personennamen Wulfilo zurück und bedeutet bei den Leuten des Wulfilo.
Der Ort war im Mittelalter Sitz der Herren von Vufflens und kam 1235 als Lehen an die Herren von Cossonay. Mit der Eroberung der Waadt durch Bern im Jahr 1536 kam Vufflens-le-Château unter die Verwaltung der Vogtei Morges. Nach dem Zusammenbruch des Ancien Régime gehörte das Dorf von 1798 bis 1803 während der Helvetik zum Kanton Léman, der anschliessend mit der Inkraftsetzung der Mediationsverfassung im Kanton Waadt aufging. 1798 wurde es dem Bezirk Morges zugeteilt.

## Sehenswürdigkeiten
Das Dorfbild wird von dem imposanten Schloss Vufflens beherrscht. Der Backsteinbau, inspiriert durch piemontesische Schlossbauten, wurde von 1420 bis 1430 auf den Grundmauern einer mittelalterlichen Burg von der Adelsfamilie Colombier errichtet und zählt zu den bedeutendsten Schlossbauten der Westschweiz. Das markanteste Bauwerk ist der 60 m hohe quadratische Donjon. Dieser wird von vier niedrigeren Türmen umgeben, die durch einen Wehrgang mit Maschikulis miteinander verbunden sind. Der Bergfried ist durch einen Innenhof vom östlich anschliessenden Wohngebäude getrennt. Auch dieses ist von vier runden Ecktürmen flankiert und mit einem Pechnasenkranz versehen. Das Schloss, das 1860 restauriert wurde, befindet sich heute in Privatbesitz, der eine öffentliche Besichtigung ausschliesst.

## Söhne und Töchter der Gemeinde
- Mick Schumacher (* 1999), deutscher Automobilrennfahrer